# Persquen
 Persquen  (en bretón Perken) es una población y comuna francesa, situada en la región de Bretaña, departamento de Morbihan, en el distrito de Pontivy y cantón de Guémené-sur-Scorff.

## Demografía
| 619 | 623 | 544 | 531 | 399 | 352 |
| Para los censos de 1962 a 1999 la población legal corresponde a la población sin duplicidades (Fuente: INSEE [Consultar]) |     |     |     |     |     |